# Mentocrex kioloides
Il rallo del Madagascar (Mentocrex kioloides (Pucheran, 1845)) è un uccello della famiglia dei Sarotruridi originario del Madagascar.

## Tassonomia
Attualmente vengono riconosciute due sottospecie di rallo del Madagascar:
- C. k. berliozi (Salomonsen, 1934) (Madagascar nord-occidentale);
- C. k. kioloides (Pucheran, 1845) (Madagascar orientale).

## Distribuzione e habitat
Vive nelle foreste pluviali del Madagascar settentrionale e centrale, in particolar modo nelle zone umide.

## Biologia
Il rallo del Madagascar è una specie sedentaria che vive generalmente in coppie o, più raramente, da sola. Non sappiamo molto sulla sua biologia, perché vive all'interno delle fitte foreste ed è piuttosto raro (in tutta l'isola ne vivono circa 1000-2000 esemplari).

### Alimentazione
La dieta è costituita da insetti, anfibi e semi.

### Riproduzione
Nidifica in maggio-giugno o in novembre. Il nido è costituito da una struttura di fili d'erba e foglie posta tra i cespugli o tra le liane, a 2–3 m di altezza dal suolo.